# Proiezione (algebra relazionale)
La proiezione è un operatore fondamentale dell'algebra relazionale, utilizzato per estrarre un sottoinsieme di colonne (attributi) da una relazione (tabella). In termini semplici, consente di ridurre la quantità di dati mostrati, limitandosi agli attributi richiesti, eliminando eventuali duplicati nel risultato.

## Definizione formale
Dato uno schema relazionale R(A₁, A₂, ..., An) e una relazione r definita su di esso, la proiezione πA(r) è l’insieme di tutte le tuple ottenute da r selezionando solo gli attributi specificati in A, con rimozione dei duplicati:
```
  π
A₁, A₂, ..., Ak
(r) = { t[A₁, A₂, ..., Ak] | t ∈ r }
```

dove k ≤ n, e t[A₁, ..., Ak] è la proiezione della tupla t sugli attributi indicati.

## Proprietà
- Rimozione dei duplicati: La proiezione restituisce un insieme di tuple, quindi ogni tupla appare una sola volta, anche se presente più volte nella relazione originale.
- Idempotenza: πA(πA(r)) = πA(r)
- Commutatività (limitata): πA(πA(r)) = πA∩B(r)

## Esempio
Supponiamo di avere la seguente relazione Studente:
| Matricola | Nome | Corso      |
| --------- | ---- | ---------- |
| 1001      | Anna | Matematica |
| 1002      | Luca | Fisica     |
| 1003      | Anna | Matematica |

La proiezione πNome, Corso(Studente) restituisce:
| Nome | Corso      |
| ---- | ---------- |
| Anna | Matematica |
| Luca | Fisica     |

La tupla "Anna, Matematica" presente due volte nella relazione originale compare una sola volta nel risultato.

## Utilizzo
La proiezione è comunemente usata per:
- Selezionare campi specifici in una query.
- Eliminare attributi non necessari.
- Preparare relazioni per ulteriori operazioni (es. join o unioni).

## Notazione
In notazione matematica e nei testi accademici, la proiezione si indica con il simbolo π (pi greco) seguito in pedice dagli attributi da mantenere:
- πA(r)